# Scherzi da prete
Scherzi da prete è un film del 1978 diretto da Pier Francesco Pingitore.

## Trama
Don Tarquinio Buttafava è il parroco di Cioci, un borgo immaginario della Ciociaria. Secondo una millenaria concessione papale, si celebra la messa in dialetto ciociaro (e in "ciociaro antico", una sorta di parente del latino, nelle grandi occasioni, come preciserà il sacerdote), rifiutando l'uso  della lingua nazionale.
Papa Paolo VI in persona sollecita le gerarchie ecclesiastiche nella persona del cardinale Crescenti perché la parrocchia ribelle celebri in italiano, ma ne nasce una sorta di scisma ciociaro che vede anche la nascita della DC, Democrazia Ciociara, partito politico che inizia a rubare consensi alla tradizionale Democrazia Cristiana, allora maggioritaria nel Basso Lazio.
Prima del congresso costituente del partito, però, i protagonisti ideatori e finanziatori dell'alta società romana, che avevano usato don Tarquinio come megafono, gli voltano le spalle all'improvviso: il cardinale con la collaborazione del vescovo Cassola, diretto superiore di don Tarquinio, ordisce un inganno per "ricattare" una delle finanziatrici. Tornando da uno dei numerosi congressi, don Tarquinio trova attorno a sé terra bruciata. L'unica persona con cui riesce a parlare è la figlia della nobildonna ricattata, che sta prendendo il sole in piscina nuda; in un momento di debolezza fugace irrompono i giornalisti e don Tarquinio si ritrova appiedato e affossato pubblicamente.
Il cardinale lo riceve e gli comunica il perdono della Chiesa, il suo reintegro e la concessione di celebrare messa in ciociaro, ma nell'ambito della missione in Uganda presso il dittatore presidente Idi Amin Dada.

## Riferimenti politici
- La figura di don Tarquinio fa ironicamente il verso al vescovo francese integralista Marcel Lefevbre, personaggio allora di attualità. Il sacerdote si proclama lefevbriano ciociaro, disposto a combattere la causa anticonciliare per difendere la tradizione millenaria del suo paese e dei suoi fedeli.
- Il sindaco di Cioci, devoto stalinista, battezza il figlio a maturità raggiunta.
- Il cardinale Crescenzi non teme il fenomeno sovversivo ciociaro, almeno finché non diventa uno scandalo nazionale, perché, a suo dire, già Gioacchino Belli aveva espresso volgarmente i temi della cultura cattolica senza scalfire l'unità della fede.
- A Roma i nobili che strumentalizzano il movimento ciociaro propongono di creare col sostegno di don Tarquinio un nuovo partito, da chiamarsi DC (il cui nome secondo il prete: «non poccia tando bbene»), cioè Democrazia Ciociara, oppure PCI, Partito Ciociaro Italiano.

## Distribuzione
Il film è stato distribuito nei cinema italiani a partire dall'11 maggio 1978.

## Riprese
Le riprese furono fatte nel borgo viterbese di Calcata quale scena dell'immaginaria cittadina di Cioci e  presso le vicine cascate del Monte Gelato per quella del battesimo al fiume.